# Marseilles-lès-Aubigny
Marseilles-lès-Aubigny ist eine französische Gemeinde mit 647 Einwohnern (Stand 1. Januar 2022) im Département Cher, in der Region Centre-Val de Loire.

## Geografie
Der Ort liegt am linken Ufer der Loire, an der Einmündung des Nebenflusses Aubois. Auch der Canal latéral à la Loire (deutsch: Loire-Seitenkanal) führt durch Marseilles-lès-Aubigny, der heute aber hauptsächlich für den Wassertourismus mit Sport- und Hausbooten genutzt wird. Ein weiterer Wasserweg ist der 1955 aufgelassene Schifffahrtskanal Canal de Berry, dessen Nordostabschnitt dem Fluss Aubois folgt und hier in den Loire-Seitenkanal einmündete. Der Mündungsabschnitt wurde jedoch in der Zwischenzeit zugeschüttet.

## Bevölkerungsentwicklung
| Jahr                       | 1962 | 1968 | 1975 | 1982 | 1990 | 1999 | 2006 | 2016 |
| Einwohner                  | 913  | 963  | 917  | 876  | 802  | 691  | 682  | 656  |
| Quellen: Cassini und INSEE |      |      |      |      |      |      |      |      |